# Burg Bihlafingen
Die Burg Bihlafingen ist eine abgegangene Burg, etwa 6,5 Kilometer nördlich von dem Ortsteil Bihlafingen der Kreisstadt Laupheim im Landkreis Biberach in Baden-Württemberg.
Die 1268 erwähnte Burg wurde von den Herren von Bihlafingen erbaut und war später im Besitz der Herren von Ehrenstein. Von der nicht genau lokalisierbaren Burganlage ist nichts erhalten. 